# Euphyia extraneata
Euphyia extraneata är en fjärilsart som beskrevs av Walker 1863. Euphyia extraneata ingår i släktet Euphyia och familjen mätare. Inga underarter finns listade i Catalogue of Life.